# New Basket Brindisi
El New Basket Brindisi, conocido también por motivos de patrocinio como Happy Casa Brindisi es un equipo de baloncesto italiano con sede en la ciudad de Brindisi, que compite en la Serie A, la primera división del baloncesto italiano y en la cuarta competición europea, la FIBA Europe Cup. Disputa sus partidos en el PalaPentassuglia, con capacidad para 3.534 espectadores.

## Historia
El equipo se denomina en principio Libertas Brindisi, alcanzando la Serie A2 en 1974, donde permanece 3 temporadas, regresando en 1980, y alcanzando en una sola temporada el ascenso a la Serie A. Sólo jugó una temporada en la máxima categoría, acabando en el último lugar, y descendiendo de nuevo a la A2.
El club se disuelve en 2003, volviendo al año siguiente compitiendo en la Serie B2. Al año siguiente asciende a la B1, y en 2008 consigue el ascenso a la Legadue. En su primera temporada en la competición acabó en duodécima posición, en 2012 regresa a la máxima categoría italiana.

## Instalaciones
El New Basket Brindisi juega en el PalaPentassuglia que fue aumentado en 2010 a más de 3.534 espectadores, al ser esta la capacidad mínima para poder participar a la Serie A. Hay en proyecto una intención de aumentar el pabellón a 6.000 espectadores.

## Nombres
- 1982–1983: Bartolini
- 1985–1986: Rivestoni
- 1996–2000: Azzura
- 2000: Winsol
- 2000–2002: Acque Chiare
- 2002–2004: Prefabbricati Pugliesi
- 2004–2005: New Basket Brindisi
- 2005–2007: Prefabbricati Pugliesi
- 2007–2008: New Basket Brindisi
- 2008–2017: Enel Brindisi
- 2017-presente: Happy Casa

## Registro por Temporadas
| Temporada | Nivel | Liga    | Pos. | Copa de Italia | Copa de Italia | Competiciones europeas | Competiciones europeas |
| --------- | ----- | ------- | ---- | -------------- | -------------- | ---------------------- | ---------------------- |
| 2009–10   | 2     | LegaDue | 1.º  | LNP Cup        | RU             |                        |                        |
| 2010–11   | 1     | Serie A | 16.º |                |                |                        |                        |
| 2011–12   | 2     | LegaDue | 2.º  | LNP Cup        | C              |                        |                        |
| 2012–13   | 1     | Serie A | 12.º |                |                |                        |                        |
| 2013–14   | 1     | Serie A | 6.º  | Copa de Italia | SF             |                        |                        |
| 2014–15   | 1     | Serie A | 6.º  | Copa de Italia | SF             | 3 EuroChallenge        | QF                     |
| 2015–16   | 1     | Serie A | 10.º |                |                | 2 Eurocup              | TR                     |
| 2016–17   | 1     | Serie A | 9.º  | Copa de Italia | QF             |                        |                        |
| 2017–18   | 1     | Serie A | 14.º |                |                |                        |                        |
| 2018–19   | 1     | Serie A | 5.º  | Copa de Italia | RU             |                        |                        |
| 2019–20   | 1     | Serie A | 5.º  | Copa de Italia | RU             | 3 Champions League     | TR                     |
| 2020–21   | 1     | Serie A | 3.º  | Copa de Italia | SF             | 3 Champions League     | PO                     |
| 2021–22   | 1     | Serie A | 11.º | Copa de Italia | QF             | 3 Champions League     | RS                     |
| 2022–23   | 1     | Serie A |      |                |                | 4 Europe Cup           | RS                     |

## Palmarés
- Campeón Legadue - 2010
- Campeón Copa de Italia de Legadue - 2012
- Subcampeón Copa de Italia de Legadue - 2010
- Campeón Play-Offs Legadue - 2012

## Jugadores destacados
| - Claudio Malagoli - Giuliano Maresca - Luca Infante - Matteo Formenti - Riccardo Cortese - Massimo Bulleri - Dejan Borovnjak - Miha Zupan - Kenny Kadji - Yakhouba Diawara - Dejan Ivanov - Kostas Charalampidis - Olek Czyż - Jānis Porziņģis - Sergiy Gladyr - Akinlolu Akingbala - Alade Aminu - Folarin Campbell - Joseph Crispin - Jerome Dyson - Jonathan Gibson |  | - Jerai Grant - Jimmy Hunter - Cedric Jackson - Orlando Johnson - Marco Killingsworth - Chris Monroe - Jeremy Richardson - Elston Turner Jr. - Scottie Reynolds - Antywane Robinson - Omar Thomas - Anthony Roberson - Otis Howard - Cliff Pondexter - Rich Yonakor - Earl Williams - Tony Zeno - Marty Byrnes - - Marcelo Capalbo - - Robert Fultz - - Nikola Radulović |  | - - Klaudio Ndoja - - Jakub Wojciechowski - - Craig Callahan - - David Chiotti - - Maurice Taylor - - Raymond Tutt - - Jeffrey Vigiano - - Paul Stoll - - Jacob Pullen - - James Mays - - Bobby Dixon - - Darryl Jackson - - Alex Renfroe - - Cedric Simmons - - Eric Williams - - Durand Scott - - Hervé Touré - - Michael Umeh |